# Adrien de Monluc
Adrien de Montesquiou-Monluc (* 1571; † 22. Januar 1646 in Paris), Baron de Montesquiou et de Saint-Félix, Prince de Chabanais, Comte de Caraman (auch Carmain und Cramail genannt) aus dem Recht seiner Ehefrau Jeanne de Foix-Caraman, war ein französischer Adliger, Militär, Höfling, Schriftsteller und politischer Gefangener.

## Leben
Adrien de Monluc war der älteste Sohn von Fabien de Monluc († 1573) und Anne, Dame de Montesquiou, die bei ihrer Hochzeit festgelegt hatten, dass ihre Kinder den Namen Montesquiou-Monluc tragen sollten; zudem war er der Enkel des Marschalls Blaise de Monluc. Zur Zeit des Königs Heinrich IV. war er einer der leichtsinnigsten unter den Hofgalanten, die „die Unerschrockenen“ (les Intrepides) oder „die Gefährlichen“ (les Dangereux) genannt wurden.
In seiner militärischen Laufbahn war er Capitaine von 100 Bewaffneten, Maréchal de camp, Conseiller d′État, Gouverneur und Lieutenant-général im Pays de Foix. Am 10. März 1613 bzw. 16. Dezember 1626 wurde er zum Ritter im Orden vom Heiligen Geist ernannt.
Angeklagt der Verschwörung gegen Richelieu verbrachte er mehr als sieben Jahre, 1635 bis 1643, in der Bastille – immerhin vier Jahre weniger als sein Freund, der Marschall François de Bassompierre, der von 1631 bis 1643 gefangen gehalten wurde. Beide wurden nach dem Tod Richelieus freigelassen.
Dieser Gascogner, der am Hof oder auf den Schlachtfeldern präsenter war als auf seinen Ländereien, richtete eine Art der Verwaltung seines Eigentums ein, die sowohl auf dem Feudalsystem als auch auf dem Herrschaftsamt beruhte. Diese für den Lauragais neuen Loyalitäten stützten sich auf einen Haushalt mit nicht einheimischem Personal, das die Überwachung des Landkreises in unruhigen Zeiten gewährleistete.
Er war einige Zeit Schutzherr Lucilio Vaninis (der sich selbst Giulio Cesare nannte), wobei seine Rolle bei dessen Verhaftung 1618 und Hinrichtung 1619 einige Fragen aufwirft.
Dem Schriftsteller Adrien de Monluc werden zwei Prosasammlungen zugeschrieben. Sie wurden von einem gewissen Sieur „Devaux dos Caros“ (doas caras = okzitanisch für „zwei Gesichter“) verfasst, von dem nicht viel bekannt ist:
- Les Pensées du solitaire, 1629/30
- Les Jeux de l'inconnu, 1630

Die Beziehung zwischen Monluc und dem Autor Devaux sowie der Anteil von Monlucs eigenen Gedanken in diesen Sammlungen sind bislang nicht geklärt.

## Ehe und Familie
Adrien de Monluc heiratete per Ehevertrag am 22. September 1592 Jeanne de Foix, einzige Tochter von Odet de Foix, Comte de Carmain, und Jeanne d’Orbessan. Ihre Tochter war
- Jeanne de Monluc et de Foix († 2. Mai 1657 in Paris), Comtesse de Carmain, Princesse de Chabanais, Dame de Montesquiou et de Saint-Félix; ⚭ Charles d’Escoubleau, Marquis de Sourdis et d’Alluye, Sohn von François d’Escoubleau, Marquis d’Alluye, und Isabeau Babou de La Bourdaisiére.

Allerdings hatte er zwei uneheliche Söhne, die vor seiner Heirat geboren und im Mai 1632 legitimiert wurden:
- (von Françoise de Riouperoux) Marc-Antoine, bâtard de Monluc-Montesquiou
- (von Anne Guette) Jean-Jacques, bâtard de Montesquiou-Monluc

## Iliazd
Dass Monluc und sein Werk im 20. Jahrhundert der Vergessenheit entrissen wurden, ist dem Dichter, Herausgeber und Forscher Ilia Zdanevitch, genannt Iliazd (1894–1975), zu verdanken, der Auszüge aus den Jeux de l'inconnu publizierte: La Maigre (1951), das von Pablo Picasso illustriert wurde, und Le Courtisan grotesque (1974), dessen Illustrationen von Joan Miró stammen. Er studierte Monlucs Leben ausführlich in zahlreichen Archiven und legte ein detailliertes biographisches Dossier an, für dessen Bearbeitung er jedoch keine Zeit hatte. Ihm zufolge waren de Vaux und Monluc ein und dieselbe Person, eine Schlussfolgerung, die der Name Devaux dos Caros nahelegt, aber nicht beweist. Iliazds biographische Notizen wurden 1980 von Antoine Coron, Kurator der Bibliothèque nationale de France, und Jean Goasguen, Chefkurator der Bibliothèque municipale de Toulouse, veröffentlicht.